# Jilliane Hoffman
Jilliane Hoffman (* 1967 in Long Island, USA) ist eine US-amerikanische Schriftstellerin. Ihr Romandebüt Cupido stammt aus dem Jahr 2004.

## Biografie
Bevor sie ihren ersten Roman schrieb, arbeitete Hoffman als stellvertretende Staatsanwältin und juristische Beraterin in Florida. Sie unterrichtete jahrelang im Auftrag des Bundesstaates die Spezialeinheiten der Polizei – von Drogenfahndern bis zur Abteilung für Organisiertes Verbrechen – in allen juristischen Belangen.
Heute lebt sie mit ihrem Mann und zwei Kindern in Fort Lauderdale, Florida.

## Werke
C. J. Townsend Zyklus
- Cupido. Roman („Retribution“), deutsch von Sophie Zeitz. Weltbild Verlag, Augsburg 2004, ISBN 3-8289-8640-4.
  - Cupido. Hörbuch, deutsch von Sophie Zeitz. Gekürzte Lesung. Verlag Hörbuch Hamburg, Hamburg 2006, ISBN 3-89903-725-1 (5 CDs, gelesen von Iris Böhm)
- Morpheus. Roman („Last Witness“), deutsch von Sophie Zeitz. Weltbild Verlag, Augsburg 2005, ISBN 3-8289-7995-5.
  - Morpheus. Hörbuch, deutsch von Sophie Zeitz. Autoris. Lesefassung. Argon-Verlag, Berlin 2008, ISBN 978-3-86610-673-4 (6 CDs, gelesen von Christiane Paul).
- Argus. Roman („The Cutting Room“), deutsch von Sophie Zeitz und Tanja Handels. Rowohlt, Reinbek 2012, ISBN 978-3-8052-0893-2.
- Nemesis, deutsch von Sophie Zeitz und Katharina Naumann. Rowohlt, Reinbek 2019, ISBN 978-3-8052-5072-6.

Bobby-Dees-Reihe
- Mädchenfänger. Roman („Pretty Little Things“), deutsch von Sophie Zeitz. Edition Wunderlich, Reinbek 2010, ISBN 978-3-8052-0892-5.
  - Mädchenfänger. Hörbuch, deutsch von Sophie Zeitz. Autoris. Lesefassung. Argon-Verlag, Berlin 2010, ISBN 978-3-8398-1032-3 (6 CDs, gelesen von Andrea Sawatzki).
- Insomnia, deutsch von Sophie Zeitz. Edition Wunderlich 2016, ISBN 3-8052-5071-1.
  - Insomnia. Hörbuch, deutsch von Sophie Zeitz, Agon-Verlag, Berlin 2016, ISBN 3-8398-1553-3 (gelesen von Andrea Sawatzki).

Sonstige Romane
- Vater Unser. Roman („Plea of Insanity“), deutsch von Nina Scheweling und Sophie Zeitz. Edition Wunderlich, Reinbek 2007, ISBN 978-3-8052-0832-1.
  - Vater unser. Hörbuch, deutsch von Nina Scheweling und Sophie Zeitz. Autoris. Lesefassung. Argon-Verlag, Berlin 2007, ISBN 978-3-86610-168-5 (6 CDs, gelesen von Andrea Sawatzki).
- Samariter. Roman („All the little pieces“), deutsch von Sophie Zeitz. Edition Wunderlich, Reinbek 2015